# Магарас
Магарас (якут. Маҕарас) — село в Горном улусе Якутии России. Административный центр Одунунского наслега. Население — 1006 чел. (2021) . Большинство жителей якуты.

## География
Село расположено в центральной части региона, на левом берегу реки Чакыя. Расстояние до улусного центра — села Бердигестях — 83 км, к западу, расстояние до Якутска — 96 км, к востоку.

## История
Согласно Закону Республики Саха (Якутия) от 30 ноября 2004 года N 173-З N 353-III село возглавило образованное муниципальное образование Одунунский наслег.

## Население
| 2002 | 2010 | 2021  |
| ---- | ---- | ----- |
| 910  | ↗994 | ↗1006 |

## Инфраструктура
В селе есть гостиница, центр культуры, местный кинотеатр, начальная средняя общеобразовательная школа (Магарасская общеобразовательная школа им. Л. Н. Харитонова), учреждения здравоохранения, ветеринарный центр, спортивный комплекс, спорт площадки, памятники, музеи, Одунунская модельная библиотека, кафе бар и точки торговли. Детский сад «Туллукчаана». Отделение почтовой связи 678041
Животноводство (мясо-молочное скотоводство, мясное табунное коневодство и производства натурального меха).

## Экономика
- Автозаправочная станция
- Кафе
- Сеть магазинов
- Парикмахерская
- Фотопринт
- Фото-студии
- Животноводство
- Производство молочных продуктов
- Производства меха
- Гостинца
- Туризм

## Транспорт
Через село проходит федеральная автотрасса «Вилюй».
С Якутском и Бердигестяхом связан междугородним маршрутом № 202 Якутск-Магарас-Бердигестях

## Связь
Отделение стационарной связи филиала «Ростелеком-ТЦТР».
Станции сотовой связи компаний «МТС» (LTE, 3G, 2G), «Мегафон» (2G) и «Билайн (2G)»